# Балашова, Нина Гавриловна
Нина Гавриловна Балашова (1926—2007) — советский работник сельского хозяйства, звеньевая колхоза «Россия» Курганинского района Краснодарского края. Герой Социалистического Труда.

## Биография
Родилась в многодетной семье 15 января 1926 года в станице Петропавловской Курганинского района Краснодарского края.
В 1938 году начала трудовую деятельность в колхозе «Россия»; затем стала звеньевой в полеводческой бригаде колхоза «Заветы Ильича». Самоотверженно трудилась в колхозе в годы Великой Отечественной войны. За высокий урожай пшеницы в 1946 году (30 центнеров с гектара) была награждена орденом Ленина.
Позже Нина Гавриловна перешла работать бригадиром табачной бригады, которая добивалась высоких показателей. По итогам работы в 7-летнем плане развития народного хозяйства звено Н. Г. Балашовой явилось победителем социалистического соревнования среди полеводов Курганинского района по урожаю табака. Указом Президиума Верховного Совета СССР от 30 апреля 1966 года за успехи, достигнутые в увеличении производства и заготовок подсолнечника, льна, конопли, хмеля и других технических культур Балашовой Нине Гавриловне было присвоено звание героя Социалистического Труда с вручением второго ордена Ленина и золотой медали «Серп и Молот».
После этого героиня занялась животноводством — была заведующей свиноводческой фермы № 1. Наряду с производственной, занималась общественной деятельностью. Была в 1969 году делегатом III-го Всесоюзного съезда колхозников. Была депутатом сельского и районного советов.
После выхода на пенсию являлась заслуженным пенсионером, жила в станице Петропавловской.
Умерла 9 ноября 2007 года в родной станице.
Была награждена орденом Октябрьской Революции и медалями, а также удостоена звания «Заслуженный работник сельского хозяйства Кубани» (1996).
В 2017 году в станице Петропавловской была открыта Аллея Славы, где представлена и Нина Гавриловна.